# Down the Aisle (The Wedding Song)
Down the Aisle (The Wedding Song) ist eine Doo-Wop-Ballade der US-amerikanischen Girlgroup Patti LaBelle and the Bluebelles aus dem Jahre 1963.

## Hintergrundinformationen
1963 wurde der Song Down the Aisle (The Wedding Song), der von einem Hochzeitstag handelt, veröffentlicht. Der Titel war einer der ersten, der von den Sendern der Pop- und R&B-Stationen gleichermaßen gespielt wurde. Später war das Lied etwa beliebt auf Partys, bei denen Stehblues getanzt wurde. In den amerikanischen Billboard Hot 100 erreichte der Titel Platz 37 und Platz 14 in den Hot-R&B-Single-Charts.
Am Ende des Stücks singt Patti LaBelle im Belting, gleichzeitig singen die Backgroundsängerinnen Nona Hendryx, Sarah Dash und Cindy Birdsong in einer tiefen Oktave. Im gleichen Jahr nahm Labelle noch eine veränderte Version des Liedes auf.